# Rastafarijanstvo
Rastafarijanstvo je versko gibanje, ki sprejema Haileja Selassieja I., zadnjega cesarja Etiopije, za džaja (Jah) (rastafarijski naziv za učlovečenega boga, krajša oblika od Jehova, ki jo najdemo v Psalmih 68,4 v Bibliji kralja Jakoba) in del svete Trojice kot mesija, katerega vrnitev je bila napovedana in obljubljena v Svetem pismu.
Sam naziv rastafarijstvo izhaja iz Ras (‘princ, vojvoda, glavar ...’) Tafari Makonen, predkronskega imena Haileja Selassieja I. Sámo gibanje se je začelo v tridesetih letih 20. stoletja na Jamajki med pripadniki črnega delavskega razreda in kmečkega prebivalstva, izšlo pa je iz razlag Svetega pisma, deloma temelječih na Selassiejevem statusu edinega afriškega monarha popolnoma neodvisne države in na njegovem nazivu Kralj kraljev, Gospod gospodov in Zmagoviti Judov lev. Drugi dejavniki, ki so vodili do njegovega povečanja, so kajenje kanabisa, afrocentrična družbena in politična prizadevanja, ki vključujejo nauke jamajškega publicista in organizatorja Marcusa Mosiaha Garveyja, ki je bil velikokrat označen za preroka, katerega politično in kulturno videnje je pomagalo navdihniti novo svetovno gibanje in pogled. Gibanje običajno imenujejo rastafarijanstvo, čeprav imajo nekatere raste ta izraz za nepravilen.
S selitvijo in preko popularne kulture (npr. Robert Nesta »Boba« Marleya) se je rastafarijanstvo razširilo po velikem delu sveta, tako da je leta 2000 štelo gibanje nad milijon pripadnikov. Približno 5–10 odstotkov Jamajčanov se razglaša za pripadnike rast. Mnogi rastafarijanci so popolni vegetarijanci (I-tal), kar dejansko pomeni predpisano hrano po starozaveznih Mojzesovih knjigah – Tretji (Levitik) in Peti (Devteronomij).

## Nauki in osnovne značilnosti
Rastafarijanstvo se je razvilo med zatiranim ljudstvom, ki je čutilo, da mu družba ne more ponuditi nič razen še več trpljenja. Raste soglašajo z določenimi pogledi na to, kako naj živijo Afričani, in na obnovitev kulture, ki jim je bila odvzeta, ko so njihove prednike na ladjah kot sužnje pripeljali na Jamajko, v domovino gibanja. Odvzem bogate kulture se še posebej odraža v pesmih roots rock reggaeja (Bring back the money with the sign of the Lion).
Rastafarijanski nauk se bistveno razlikuje od vodil običajnega sodobnega zahodnega mišljenja. Rastafarijanci v primerjavi z mnogimi sodobnimi religijskimi in krščanskimi skupinami, ki verjamejo v »prihodnjo moč«, poudarjajo vdanost zamisli »Siona« (Zion) in ne sprejemajo sodobne družbe, v njihovem izrazju sodobnega Babilona. »Babilon« v tem primeru pomeni upiranje »resničnemu Zemeljskemu vladarju« (Earth Rightful Ruler, (Jah)) vse od časa kralja Nimroda. (Mash up the Babylon system).
Ta »način življenja« ne vsebuje le umske privolitve ali »prepričanja« oziroma »vere«, na katero tako velikokrat gledajo, temveč vsebuje tudi iskanje, védenje in znanje o resnični istovetnosti nekoga. Slediti in oboževati delo Ras Tafarija je iskanje, razširjanje in »utiranje« edinstvene poti, zaradi česar se je vsak posamezni rasta upravičeno rodil. Slučajno beseda rasta v različnih indoiranskih jezikih pomeni »smer« ali »pot«. V zahodnem svetu sicer velja prepričanje, da je bil Selassie navaden diktator, saj svoje države ni uspel posodobiti, da bi se otresla zakoreninjenega fevdalizma in revščine. Tudi po njegovi nasilni smrti 27. avgusta 1975 je večina rast izrazila, da živi (Jah live) in da je to stvar, o kateri se bo še razpravljalo. Neguš negasti se je tudi kruto odzval na nekdanje etiopske partizanske poveljnike, ki so nekajkrat pripravili poskus atentata nanj, vendar tega raste v svojem izražanju ne navajajo. Značilna je tudi njihova miselnost, da je on na svetu edini vreden maršalske uniforme, čeprav se vojaško ni uspel dokazati, saj je bila italijanska zasedba tedanje Abesinije oktobra 1935 morda prehuda in si je šele s pomočjo združenih britanskih in etiopskih sil leta 1941 povrnil prestol Salomonske dinastije in rešil državo pred odvisnostjo od italijanskega kolonianizma.
Religijo je težko kategorizirati, saj rastafarijanstvo nima centralizirane organizacije. Posamezni raste izpeljujejo resnico sami, kar posledično vodi v mnogostranost prepričanj, ki pa še vedno ostajajo pod skupnim okriljem rastafarijanstva.

## Afrocentrizem
Družbeno gledano je rastafarijanstvo odziv na rasistično nepriznavanje črnskega prebivalstva, ki ga je izkusilo tako v celotnem svetu, kjer je bil Selassie edini črnski voditelj, priznan v mednarodnih krogih, kot tudi na Jamajki, kjer je bilo črnsko prebivalstvo v tridesetih letih 20. stoletja na dnu družbenega lestvice, medtem ko sta bila na vrhu belo prebivalstvo ter krščanska religija in sistem. Garveyjevo spodbujanje črnskega prebivalstva, naj izrazi svoj ponos in svojo afriško dediščino, je navdihnilo raste, da so sprejeli vse, kar je afriškega. Učijo, da so bili v času suženjstva miselno izrabljeni, da bi zavračali vse, kar je črnskega in afriškega. Biti blizu naravi, afriškim savanam in njenim levom, v duhu, če ne dejansko, je osrednja značilnost predstave o afriški kulturi in življenju.
Ta afriški pristop »naravnosti« se kaže v dreadlocksih (dredih), gandži, naravnem prehranjevanju in v vseh drugih pogledih življenja rast. Prezirajo sodobni pristop (oziroma, kot sami gledajo na to, nepristop) k življenju, saj naj bi bilo nenaravno in pretirano objektivno z zavračanjem subjektivnosti. Raste menijo, da znanstveniki poskušajo odkriti, kako deluje svet, s pogledom nanj od zunaj, medtem ko je pri rastah obratno – nanj gledajo od znotraj. Posameznik je v rastafarijanstvu izredno pomemben in vsak rasta mora razumeti resnico sam oziroma sama.
Naslednja pomembna afrocentristična identifikacija so zelena, zlata in rdeča barva,ki so nakazane v etiopski zastavi. So simbol rastafarijanskega gibanja in zvestobe rast, ki ga čutijo do Haileja Selassieja I. (hatse), Etiopije in Afrike in odklanjajo vsakršno drugo sodobno državo, v kateri so živeli. Te barve lahko pogosto vidimo na oblekah in drugih okrasitvah. Rdeča predstavlja kri mučencev, zelena afriško rastlinstvo, zlata pa bogastvo in blaginjo, ki jo Afrika lahko ponudi.
Veliko rastafarijancev se uči amharščine, starodavnega etiopskega jezika, saj ga imajo za izvirni jezik, katerega je poleg francoščine govoril tudi Haile Selassie I. Eden od razlogov takšnega nauka je tudi njihovo poistovetenje s skrbnimi Etiopci, čeprav praktično večina rast še naprej govori angleško ali svoje materne jezike. Najbolj značilna je jamajška angleščina, ki jo govorci zaradi predolge nadvlade namerno izkrivljajo, včasih do neprepoznavnosti. Vendar pa je na primer jezik v besedilih, izraženih v reggae pesmih, zelo lep in tudi zelo jasen. Obstajajo pesmi ali deli pesmi, zapisani v amharščini.